# De Tombe (motte)

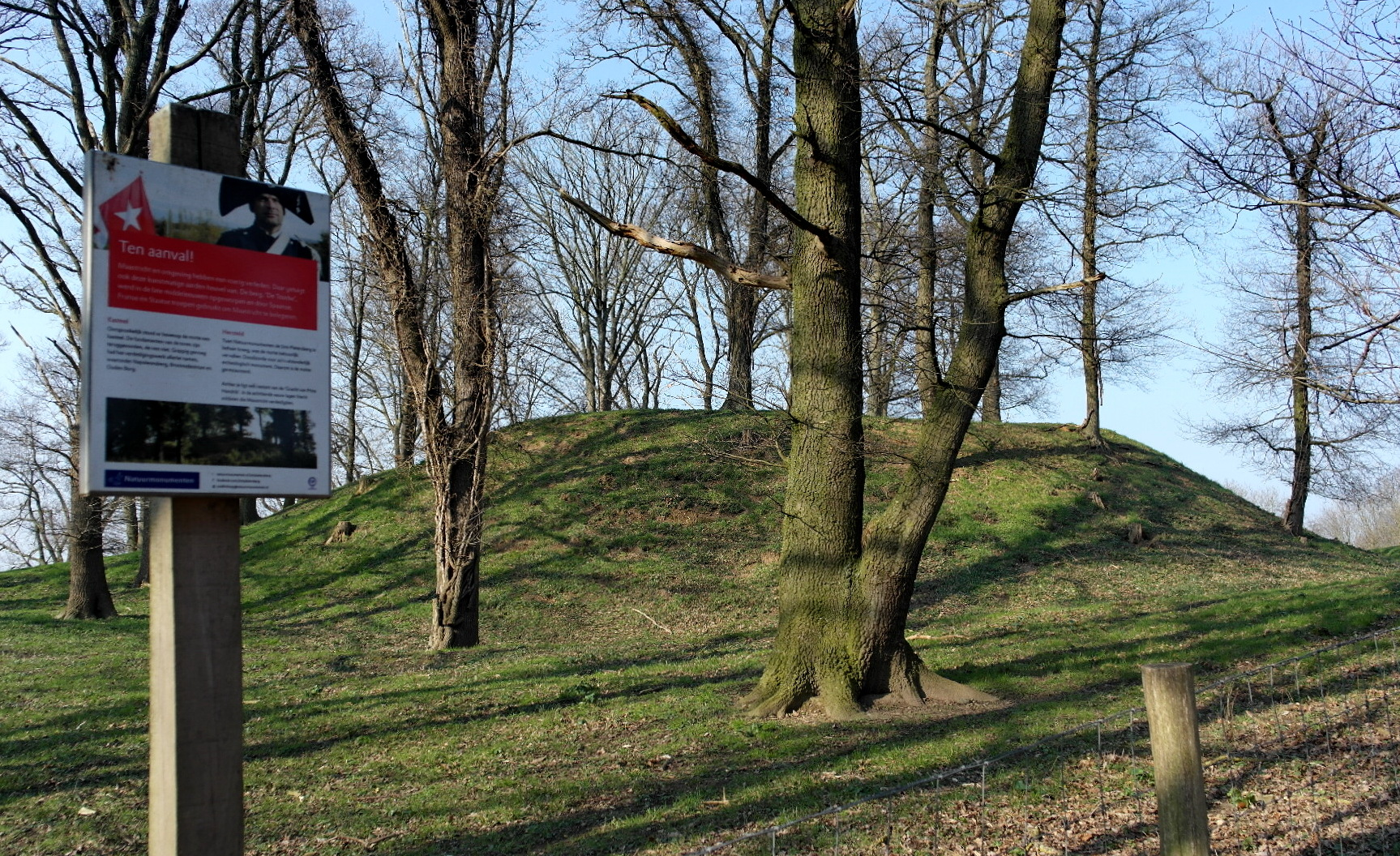
De Tombe met informatiebord

De Tombe is een van oorsprong vroeg-middeleeuwse motte op de Sint-Pietersberg in het zuiden van de Nederlandse gemeente Maastricht. Het restant van de motte ligt langs de Van Schaikweg op de westflank van de Sint-Pietersberg aan de rand van het ENCI-bos. Ten westen van de motte ligt de Groeve de Tombe en ten zuiden van de motte ligt het ENCI-bos.
Franse, Spaanse en Staatse legers hebben de motte in het verleden gebruikt om de stad Maastricht te bestoken. 

De Tombe (midden) tijdens het Beleg van 1632

Door het gebruik van de versterking bij diverse belegeringen, werd de motte ook wel Spaanse Heuvel, Franse Fort, Franse Batterij of Napoleonsberg genoemd. Enkele andere namen zijn Oude Tombe, Ouden Borg, Ouborch, Altborch, Vetus Castrum en Brommelentom (= Bramentombe?). Deze namen worden genoemd in oude documenten, waarbij vooral naburige percelen worden aangeduid ("nabij de Ouborch").
Van oorsprong stond boven op de motte een donjon, die echter al in de 14e eeuw verlaten was. Fundamenten van deze vierkante toren zijn in 1920 blootgelegd. In de 17e eeuw had De Tombe het aanzicht van een schans. Van de bebouwing is anno 2016 niets meer te zien. Wel is er nog een restant van de gracht aanwezig. De top van de heuvel is verstoord door recente ingravingen. De kasteelberg heeft een doorsnede van 30 meter en een hoogte van 8 meter.
Wat nog over is van de motte is volledig gerestaureerd door de huidige eigenaar, de vereniging Natuurmonumenten. De Tombe heeft vanwege de zeldzaamheid van het object en het cultuurhistorisch belang de status van rijksmonument.

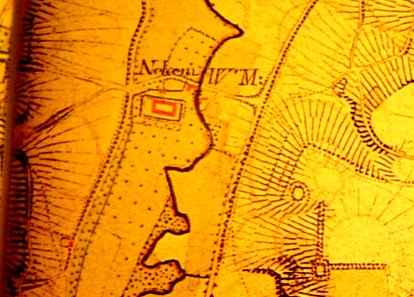
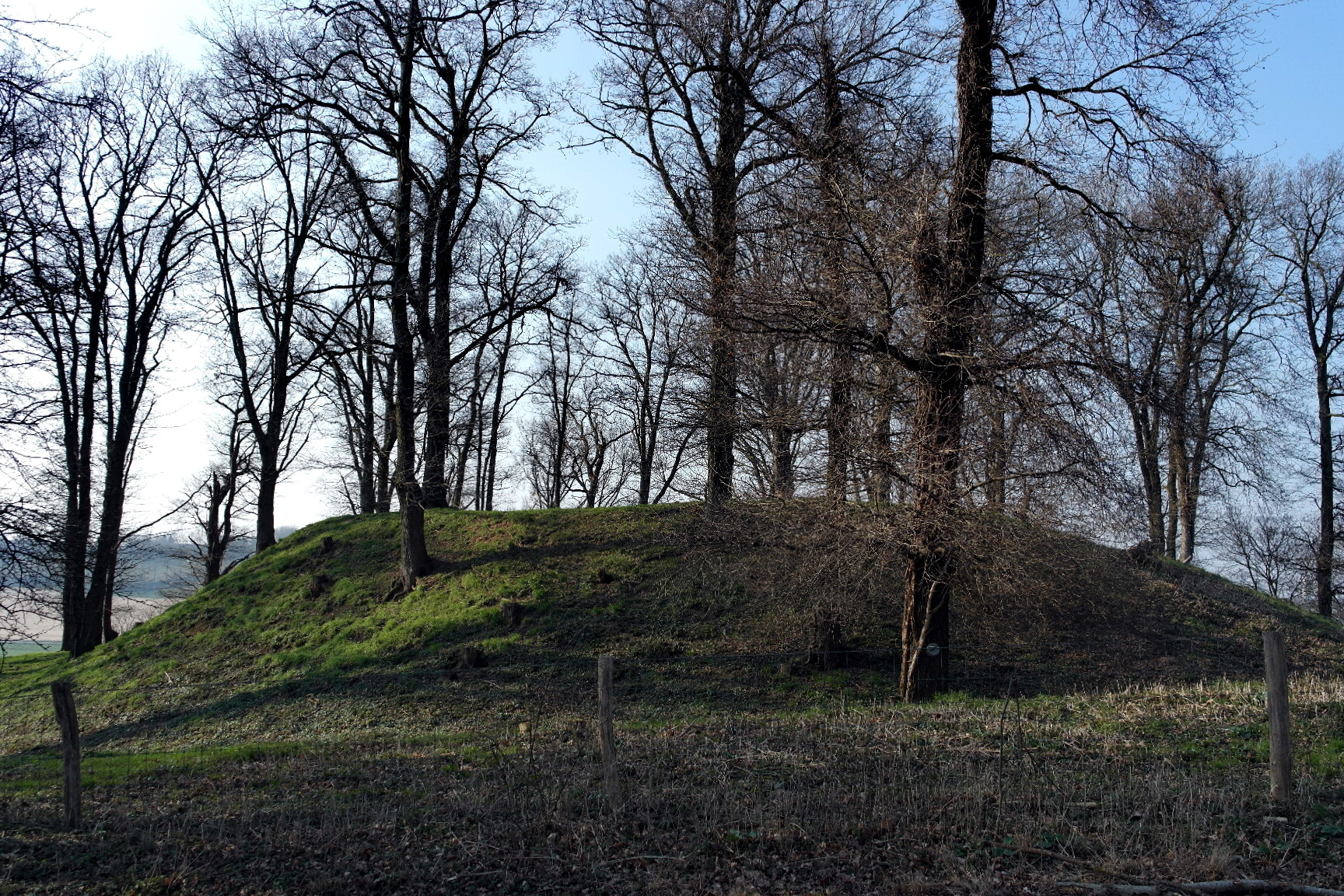
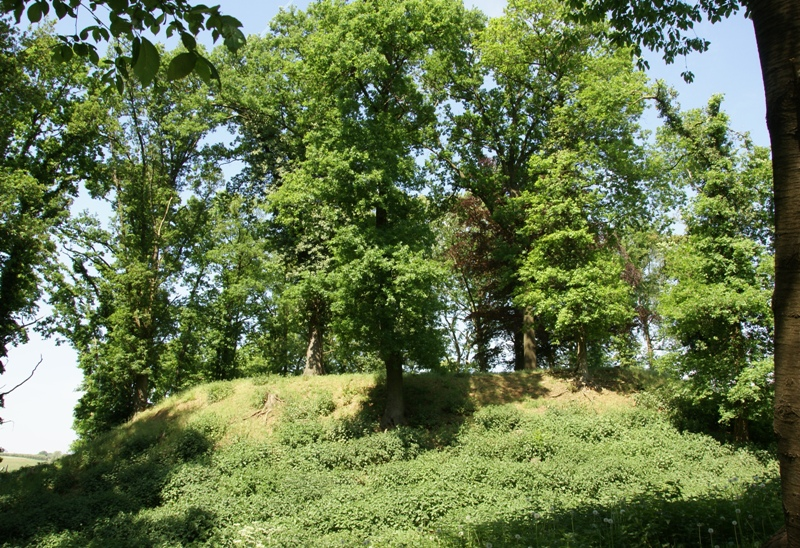
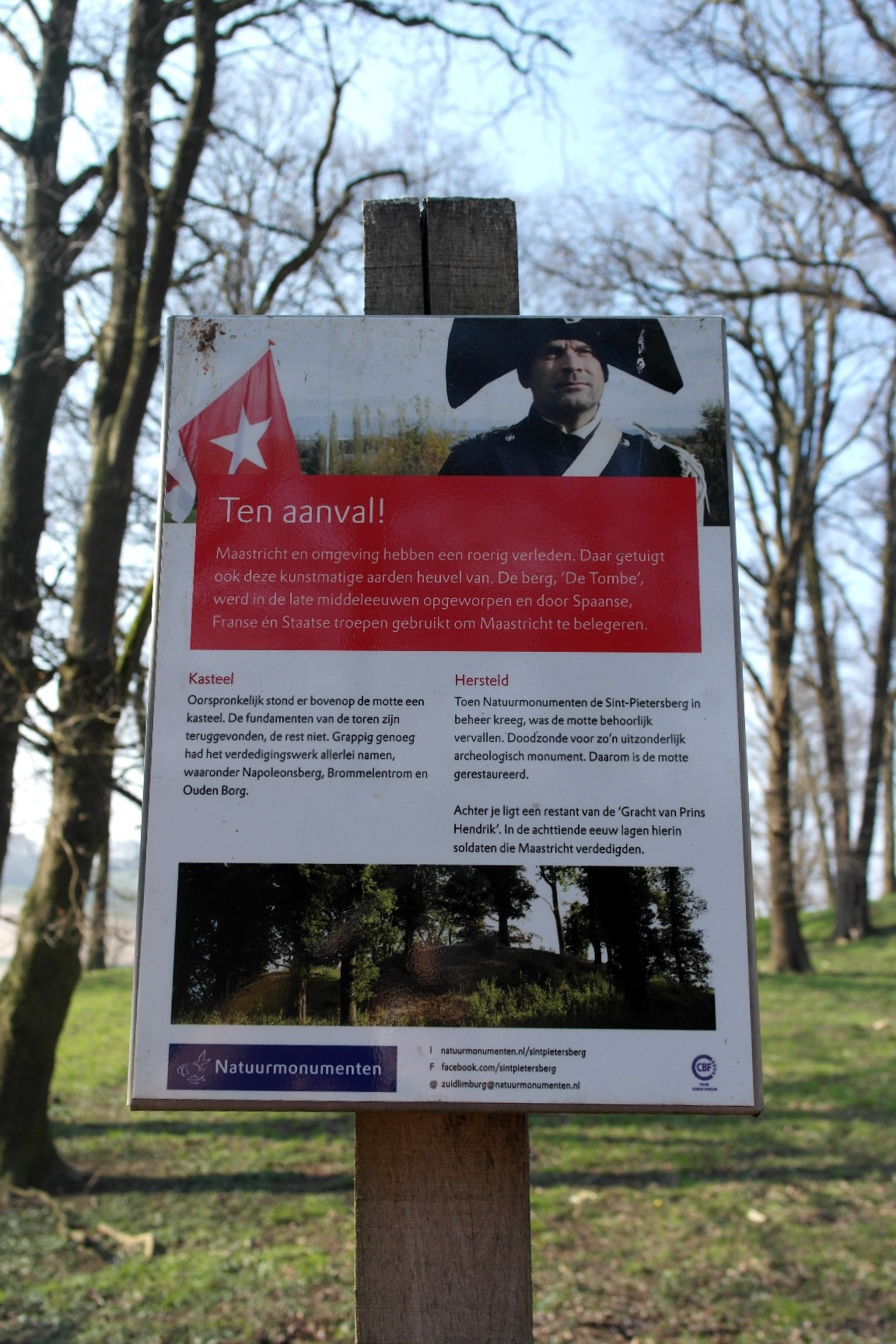